# 切爾沃諾西爾卡 (切爾沃諾阿爾米西克區)
50°25′36″N 27°59′47″E / 50.42667°N 27.99639°E
切爾沃諾西爾卡（烏克蘭語：Червоносілка）是烏克蘭北部的村莊，隸屬日托米爾州的日托米爾區。該村始建於1883年，面積8.81平方公里，海拔高度236米，2001年人口119，人口密度每平方公里13.51人。